# Pesaguero
Pesaguero – gmina w Hiszpanii, w prowincji Kantabria, w Kantabrii, o powierzchni 69,99 km². W 2011 roku gmina liczyła 340 mieszkańców.